# خوان كارلوس غوميز
خوان كارلوس غوميز مواليد 26 يوليو 1973 في هافانا، هو ملاكم كوبي يصنف ضمن فئة الوزن الثقيل. حقق بطولة المجلس العالمي للملاكمة.

## المسيرة الاحترافية
من نزالاته:
- خسر أمام فيتالي كليتشكو بالضربة الفنية القاضية (2009/03/21).
- انتصر على ديفيد ديفياجبون بالضربة الفنية القاضية (2005/01/15).

## إحصائيات
خاض خلال مسيرته 60 نزالا، فاز في 55 وخسر في 4. فاز بالضربة القاضية في 39 نزالا.

## روابط خارجية
- خوان كارلوس غوميز على موقع بوكس ريك (الإنجليزية) (registration required)